# کارینه باباجانیان
کارینه باباجانیان (ارمنی: Կարինե Բաբաջանյան؛ انگلیسی: Karine Babajanyan زادهٔ ۱ دسامبر ۱۹۶۸) خواننده، اپرا سوپرانو اهل ارمنستان است.

## زندگی
باباجانیان ۱ دسامبر ۱۹۶۸ در ایروان متولد شد. تحصیلات موسیقی خود را از سن ۶ سالگی آغاز کرد. ابتدا نواختن پیانو را آموخت و در سال ۱۹۸۷ از کالج موسیقی رومانیوس ملیکیان در ایروان به عنوان معلم پیانو و هم نواز پیانو فارغ‌التحصیل شد. شش سال بعد، در کنسرواتوار دولتی کومیتاس ایروان به عنوان رهبر گروه کر دیپلم خود را دریافت کرد. در آنجا همچنین زیر نظر تاتویک سازانداریان آواز خواند و بدین ترتیب آموزش موسیقی خود را گسترش داده و مدرک خواننده اپرا و کنسرت و همچنین معلم آواز را دریافت کرد. در سال ۱۹۹۸ تحصیلات خود را در رشته آواز سولو با افتخار به اتمام رساند. او آموزش‌های آواز خود را زیر نظر میرلا پاروتو و دونیا ویژوویچ تکمیل کرد.
از سال ۱۹۹۶ تا ۱۹۹۹ باباجانیان در تئاتر ملی ایروان فعالیت می‌کرد. در سال ۱۹۹۹ حرفه‌اش را به آلمان منتقل کرد که از آن زمان به خانه دوم او تبدیل شد. اولین فعالیت‌های او در تئاتر کوبلنتس و اپرای بیله‌فلد بود و به‌عنوان مهمان در اپرای کومیچه برلین، اپرای ایالتی هانوفر و تئاتر آلتو اسن نیز حضور یافت. از ۲۰۰۳ تا ۲۰۱۱ عضو گروه هنری تئاتر دولتی اشتوتگارت بود. از ۲۰۱۱ تاکنون به‌عنوان هنرمند آزاد فعالیت می‌کند.
فعالیت‌های او به‌عنوان خواننده سولو و کنسرت باعث شد باباجانیان در تئاتر بزرگ ژنو، مؤسسه موسیقی بوداپست، تئاتر سلطنتی دانمارک در کپنهاگ، مرکز ملی هنرهای نمایشی در پکن، تئاتر پلیتیما، پالرمو، سمپر اپرا درسدن، اپرای دولتی راین، اپرای زوریخ، اپرای ایالتی برلین، اپرای فلاماندی آنتورپ، اپرای ملی فنلاند و باله هلسینکی، اپرای اسرائیل در تل‌آویو، تئاتر ملی نو در توکیو، اپرای گراتس، پالاسیو د بلاس آرتس در مکزیکو سیتی، اپرای کلن، تئاتر ملی مانهایم، تئاتر شهر برن، تئاتر دولتی هسه در ویسبادن، اپرای هامبورگ، تئاتر باسل، اپرای فرانکفورت و اپرای دورست فعالیت کند.
او همچنین در جشنواره بگنزر، خانه جشنواره بادن-بادن، فستیوال موسیقی روهرتریناله، فستیوال موسیقی اشلیگ-هولشتاین، فستیوال موسیقی رینگو، فستیوال موسیقی بین‌المللی پاییز پراگ، شب‌های روشن رجیو کالیابریا، جشنواره دام‌اشتافن در ارفورت و جشنواره اپرای بین‌المللی میسکولک در مجارستان نیز شرکت کرده است.
یکی از نقاط اوج حرفه‌اش در سال ۲۰۰۸، حضور در نقش توسکا از پوچینی در جشنواره بگنزر بود که در فیلم جیمز باند کوانتوم از تسکین با دنیل کریگ در نقش جیمز باند به نمایش درآمد.
باباجانیان با رهبران ارکستر دانیل اورن، کارلو ریزی، نیکولا لوئیسوتی، رابین تیکیاتای، لوتر زاگروسک، موهای تانگ، استفان سولتس، الکساندر جوئل، هلما ریلینگ، پیارجورجیو موراندی، خوزه کورا، جاناتان نات، کارلو مونتانارو، جولیان کواتچف و آکسل کوبر همکاری کرده است و همچنین با کارگردانان فیلم ورنر شرودر، پتر کنویچنی، فیلیپ هیملمان، گرهم ویک، یوسی ویلر، تاتیانا گورباچا، مونیک واگِماکرز و دیتریش هیلسدورف نیز همکاری داشته است.
پرده‌خوانی‌های او شامل نقش‌های بزرگ سوپرانو از موتسارت (التره، الویرا، کنتسا، فیوردیلیگی) به‌علاوه نقش‌های ایتالیایی مختلف است. این پرده‌خوانی‌ها شامل (میمی، چیو-چیو-سان، منون لسکوت، لیو، سوئور آنجلیکا، لئونورا در ایل تروواتوره، الیزابتا در دون کارلو، آملیا در یک بال ماسکرا، لئونورا در لا فورزا دل دستینو، دسدمونا، مادالنا در آندره چنیه، نددا، نورما)، اما همچنین راشل از لا ژیوه هالوی، یِنوُفا از یانِک، تاتیانا از یوگنی اونِگین چایکوفسکی و ماریا از میزپا چایکوفسکی، می‌شوند.
نقش ویژه او، چیو-چیو-سان در مادام باترفلای پوچینی است که او در ۱۵ تولید مختلف این نقش را ایفا کرده است.
در اپرای دولتی اشتوتگارت او نقش کارمن را خواند. او همچنین در آثار آلمانی با ریچارد واگنر و ریچارد اشتراوس نیز فعالیت داشته است. در پایان سپتامبر ۲۰۱۴ او در اپرای دولتی راین در دوسلدورف به عنوان آریادن در آریادن اوف ناکسوس اشتراوس در نقش پریمیر خود ظاهر شد.
در اکتبر ۲۰۱۵ باباجانیان در یک تولید جدید از مفیستوفله در کنار جوزف کاله و رنه پپه در اپرای ایالتی بایرن به ایفای نقش الِنا پرداخت.

## جوایز و افتخارات
- جایزه اول در مسابقه آواز آوتیک ایساهاکیان ۱۹۹۶.
- جایزه اول در مسابقه آواز اتریش-آلمان ۱۹۹۷.
- جایزه ویژه در مسابقه اپرا در هامبورگ ۱۹۹۸
- نامزدی بهترین خواننده جوان سال ۲۰۰۱ از سوی مجله اوپرن‌ولت برای مادام باترفلای و منون لسکوت در اپرای کومیچ برلین[۶]
- نامزدی بهترین خواننده سال ۲۰۰۳ در نظرسنجی منتقدان NRW برای مادام باترفلای و یِنوُفا در تئاتر بیله‌فلد[۷]
- دریافت نشان کومیتاس به عنوان سفیر فرهنگی ارمنستان در جهان از وزارت دیاسپورا ارمنستان

## پخش‌های رادیویی و تلویزیونی
- ۲۰۰۳: اپرای روسی - پخش زنده از فیلارمونی کوئن توسط WDR[۸]
- ۲۰۱۳: ترامونتو از اتورینو رسپیکی با ارکستر اتاقی وورتمبرگ - پخش SWR
- ۲۰۱۴: دون جووانی از موتسارت – پخش از اپرا فلاندریا در تلویزیون بلژیک

## آلبوم‌ها
- ۲۰۰۸: کارینه باباجانیان – آریاهای پوچینی، دی‌وی‌دی صوتی، EMI Classics 2677312

## آثار
| نقش                    | نقش به ارمنی                 | آهنگساز               | عنوان          | عنوان به ارمنی |
| ---------------------- | ---------------------------- | --------------------- | -------------- | -------------- |
| نُرما                   | Նորմա                        | وینچنتزو بلینی        | نرما           |                |
|                        | Չիո-Չիո-Սան                  | جاکومو پوچینی         | مادام باترفلای |                |
| مانون                  | Մանոն                        | جاکومو پوچینی         | مانون لسکو     |                |
| توسکا                  | Տոսկա                        | جاکومو پوچینی         | توسکا          |                |
| لیو                    | Լիու                         | جاکومو پوچینی         | توران‌دخت       |                |
| تاتیانا                | Տատյանա                      | پیوتر ایلیچ چایکوفسکی | یوگنی آنگین    |                |
| ماریا                  | Մարիա                        | پیوتر ایلیچ چایکوفسکی | مازپا          |                |
| آیدا                   | Աիդա                         | جوزپه وردی            | آیدا           |                |
| یغیساپت (نسخه فرانسوی) | ֆրանսիական տարբերակ Եղիսաբեթ | جوزپه وردی            | دون کارلو      | Դոն Կառլո      |
| لئونورا                | Լեոնորա                      | جوزپه وردی            | نیروی سرنوشت   |                |
| ابیگیل                 | Աբիգայել                     | جوزپه وردی            |                | Նաբուկո        |
| دزدمونا                | Դեզդեմոնա                    | جوزپه وردی            | اتلو           |                |
| لئونورا                | Լեոնորա                      | جوزپه وردی            |                | تروبادور       |
| سینتا                  | Սենտա                        | ریشارد واگنر          | هلندی سرگردان  |                |
| یغیسابت (الیزابت)      | Եղիսաբեթ                     | ریشارد واگنر          | تنهوزر         |                |